# Тюрин, Владимир Фёдорович (конструктор)
Владимир Фёдорович Тюрин (1948 — 11 февраля 2021, Тула) — российский конструктор вооружений, лауреат Премии Правительства РФ в области науки и техники, дважды лауреат премии имени С. И. Мосина.

## Биография
Окончил среднюю общеобразовательную школу №3 с серебряной медалью (1966).
Окончил Тульский политехнический институт по специальности «Производство летательных аппаратов» (1972).
Все последующее время работал в Конструкторском бюро приборостроения имени академика А. Г. Шипунова в должностях от инженера-конструктора 3 категории до начальника конструкторского тематического отдела (№ 13).
Занимался разработкой управляемых ракет ствольного запуска для оснащения комплексами управляемого вооружения танков Т-55, Т-62, Т-72, Т-80, Т-90 и боевых машин БМП-3, БМД-4.
При его непосредственном участии разработаны управляемые боеприпасы для комплексов «Кастет», «Бастион», «Шексна» и другое оборудование.
Лауреат Премии Правительства РФ в области науки и техники (2012), дважды лауреат премии имени С. И. Мосина. Награждён орденом Трудового Красного Знамени и медалью «За трудовую доблесть».